# Emilio Malchiodi

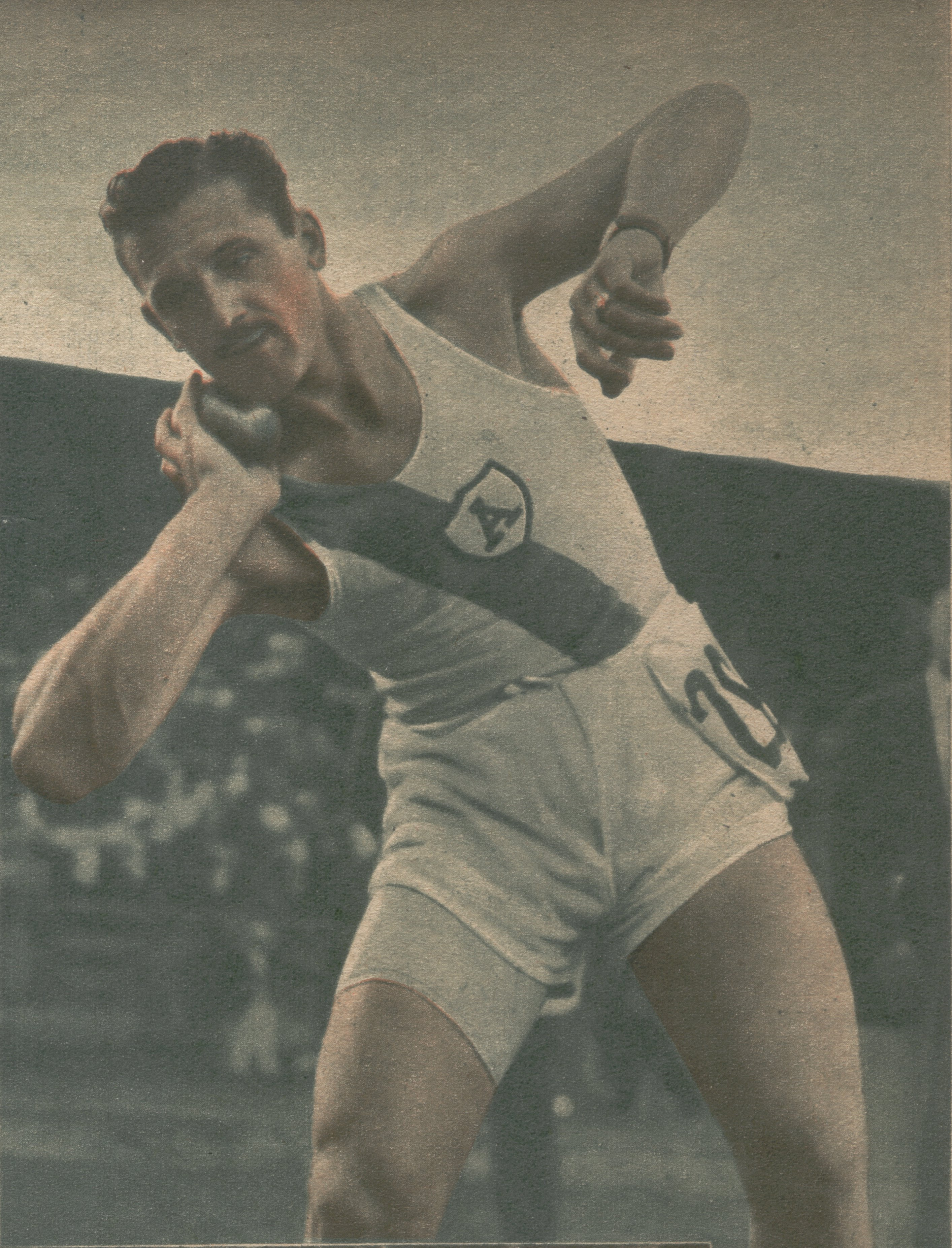
Emilio Malchiodi, 1947

Emilio Víctor Malchiodi (* 28. März 1922 in Junín, Provinz Buenos Aires; † 21. November 1997 ebenda) war ein argentinischer Kugelstoßer und Diskuswerfer.
1945 in Montevideo wurde er in beiden Disziplinen Südamerikameister. 1947 in Rio de Janeiro verteidigte er seinen Titel im Kugelstoßen und gewann Bronze im Diskuswurf.
Bei den Olympischen Spielen 1948 in London schied er in beiden Disziplinen in der Qualifikation aus. Im Jahr darauf siegte er im Diskuswurf bei den Südamerikameisterschaften 1949 in Lima.
Bei den Panamerikanischen Spielen 1951 in Buenos Aires wurde er Fünfter im Diskuswurf.

## Persönliche Bestleistungen
- Kugelstoßen: 15,36 m, 1947
- Diskuswurf: 46,81 m, 1947